# Unternehmen in Düren
In der Kreisstadt Düren sind und waren viele Unternehmen ansässig.

## Unternehmen

### Anker-Teppichboden Gebr. Schoeller GmbH & Co. KG
Anker-Teppichboden wurde 1854 von Leopold Schoeller gegründet und gehört heute zu den renommierten europäischen Teppichboden-Herstellern für Objektausstattungen. Das in der sechsten Generation tätige mittelständische Familienunternehmen mit rund 380 Mitarbeitern produziert im Web- und Tuftingverfahren. Marktschwerpunkte sind textile Bodenbeläge für Banken, Büros, Verwaltungen, Health Care, Hotels und Shopping-Bereiche. Das Unternehmen verfügt über eine Streichgarn-Spinnerei, eine Ruten-Weberei für Schaft und Jacquard, eine Herstellung Tufting-Produktion, eine Färberei für Flocke und Strang sowie eine Stückfärberei, eine Chromojet-Druckanlage und eine Continue-Anlage.

### AnNoText und DictaPlus
Die AnNoText GmbH ist ein auf die Berufsgruppe der Juristen spezialisiertes Systemhaus-Unternehmen in Dürener Stadtteil Birkesdorf, Nordrhein-Westfalen. Der Name AnNoText steht für Anwalt und Notare Text- und Datenverarbeitung. 1978 begann Rechtsanwalt Josef Kurth aus der Dürener Kanzlei Hermann, Kindgen Dr. Schaefer und Kurth mit der Erarbeitung eines speziellen Programms für Notare und Rechtsanwälte. Rechtsanwalt Dr. Josef Schaefer begann zugleich mit der Vermarktung der Software. 1983 wurde AnNoText als Warenzeichen eingetragen. Bereits ein Jahr später arbeiteten 400 Kanzleien an 1000 Arbeitsplätzen mit der AnNoText-Software. Seit 1994 befasst sich die Firma AnNoText mit der Erstellung von Workflows und Kontexten für die Spracherkennung. 1996 gründete sie die französische Tochterfirma AnNoText France, heute DictaPlus France, 1998 die Firma DictaPlus Deutschland, die im Jahr 2003 zu einem Kompetenzcenter der Spracherkennung wurde.

### Brück GmbH & Co. KG

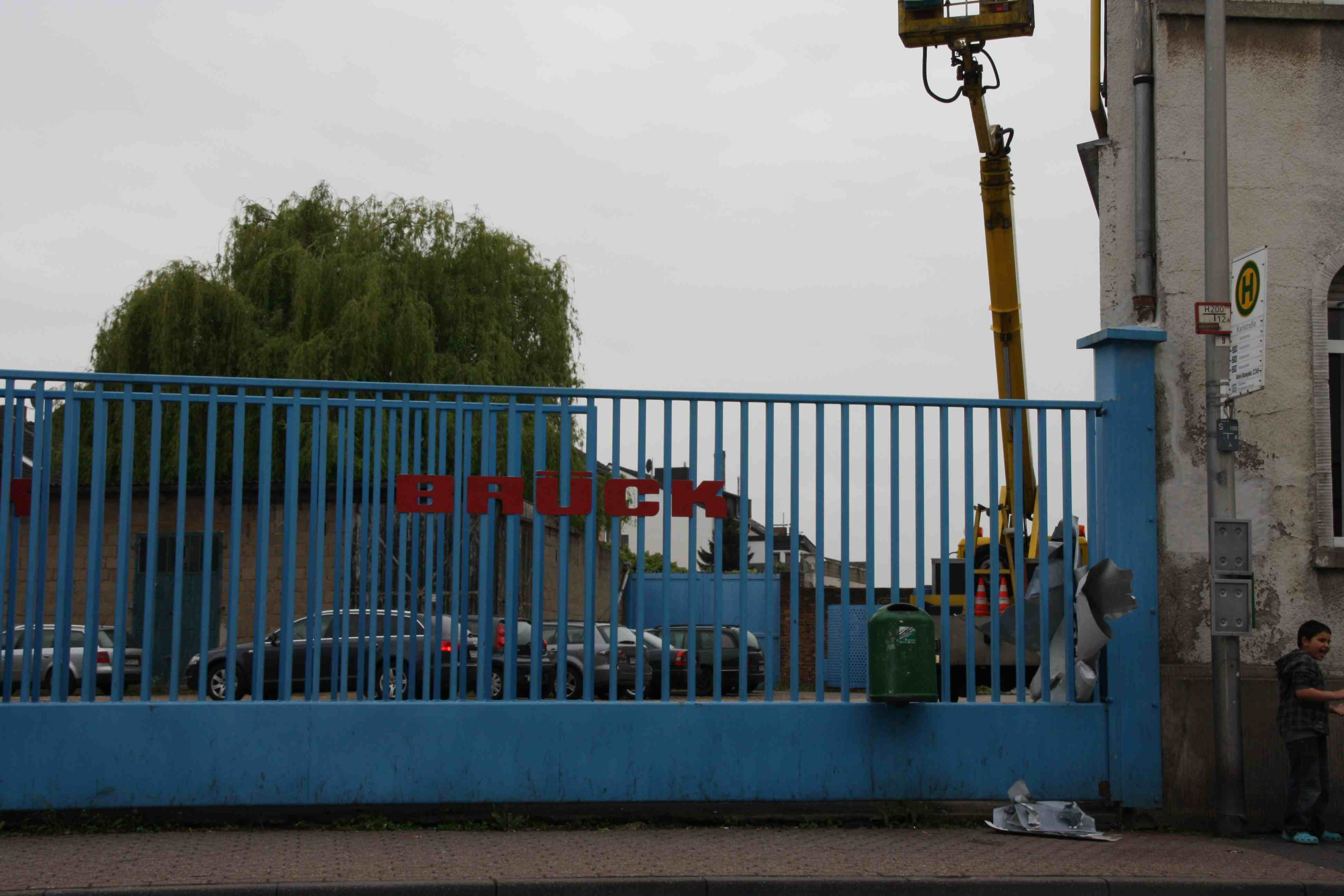
Einfahrt zur Fa. Brück

Die Firma Brück wurde im Jahre 1906 gegründet und ist inzwischen in der dritten Generation in Familienbesitz. Waren in den Anfängen der Produktion noch Maschinen für die Lederindustrie Hauptproduktionszweig, so verlagerte sich dies in den 1960er- und 1970er-Jahren auf die Herstellung von Tafelscheren und Abkantpressen. Seit Anfang der 1970er-Jahre ist der Hauptproduktionszweig die Herstellung von Perforierpressen und Streckmetallpressen sowie Spezial Excenterpressen zur Herstellung von Langteilen für die Beschlagindustrie.
Die komplette Entwicklung der heutigen Maschinen erfolgt im Hause Brück. Der Vertrieb der Maschinen und Anlagen erfolgt weltweit unmittelbar von dem Werk in Düren aus, ohne zwischengeschaltete Vertretungen. 

### Buss-SMS-Canzler
Nachdem die Produktionsstätte der Firma Carl Canzler an der Kölner Landstraße in Düren aufgrund von Insolvenz geschlossen worden war, eröffnete im November 2003 der damalige Mitbewerber, die Buss SMS Verfahrenstechnik aus Butzbach im Birkesdorfer Industriegebiet Am Langen Graben eine Zweigniederlassung für die Bereiche Verkauf, Prozesstechnik und Konstruktion unter dem neuen Firmennamen Buss-SMS-Canzler GmbH.

### Carl Canzler
Carl Canzler war eine 1890 in Elsdorf gegründete, bereits 1894 nach Düren verlagerte und nach ihrem Gründer benannte Kupferschmiede und Apparatebaufirma. 
.

### Carl KRAFFT & Söhne GmbH & Co. KG
Das Maschinenbauunternehmen wurde als Eisengießerei im Jahre 1870 gegründet und befindet sich bis heute im Familienbesitz. Seit den 1980er-Jahren hat sich der Betrieb auf die Herstellung von rotationssymmetrischen Bauteilen, wie Walzen, Zylindern, Trommeln und ähnlichen Großdrehteilen spezialisiert und beliefert, neben der Papierindustrie, weltweit zahlreiche Branchen mit solchen Produkten.

### CWS-Lackfabrik GmbH & Co. KG
Die CWS-Lackfabrik GmbH & Co. KG mit Hauptsitz im nordrhein-westfälischen Düren ist der älteste inhabergeführte Lack- und Farbenhersteller Deutschlands. Die Wurzeln von CWS reichen zurück bis in das Jahre 1864, als Conrad Wilhelm Schmidt in Düsseldorf eine Fabrikation zur Erzeugung von Firnissen und Lacken gründete. Weltweit beschäftigt CWS über 300 Mitarbeiter, die 2014 für einen Jahresumsatz von 82 Millionen Euro sorgten.

### Extra
Der erste Extra-Verbrauchermarkt wurde 1970 von der Schaper-Gruppe in Düren, Am Ellernbusch, (heute real) eröffnet.

### Fundus-Fonds-Verwaltungen
Anno August Jagdfeld, einer der größten Immobilienbesitzer Deutschlands, hat den Sitz der Fundus-Fonds-Verwaltungen GmbH von Vettweiß-Disternich in die Kölnstr. 89 verlegt.

### Gebrüder Hoesch
Die Familie Hoesch betrieb verschiedene metall- und papierverarbeitende Betriebe innerhalb und außerhalb des heutigen Kreis Düren. Seit Mitte des 17. Jahrhunderts betrieb die Firma Gebrüder Hoesch die Hütte Zweifallshammer an der Kall. Im November 1820 kauften die beiden Söhne von Eberhard Hoesch (1756–1811), der gleichnamige Eberhard und seine Brüder Wilhelm (1791–1831) und Ludolf Matthias (1788–1859), die Eisenhütte in Lendersdorf, die sogenannte Lendersdorfer Hütte. Diese führten sie mit der an der Rur in Schneidhausen gelegenen, im Jahre 1742 von Leonhard Hoesch gegründeten Eisenschneidmühle, samt Herrensitz, und der Hütte Zweifallshammer als Firma Gebrüder Eberhard und Wilhelm Hoesch zusammen. 1830 gründete Heinrich Arthur Hoesch (1863–1933) die Feinpapierfabrik Friedenau, in einem Ortsteil von Kreuzau. Aus der Firma Eberhard Hoesch & Söhne ging die am 1. September 1871 in Dortmund von Leopold Hoesch (1820–1899) gegründete Eisen- und Stahlwerk Hoesch AG hervor und aus dieser wiederum die Hoesch AG.

### Gebr. Kufferath
Die GKD – Gebr. Kufferath AG ist eine Metallweberei. 

### Herpertz-Präzision
Seit 1983 betreibt Herpertz-Präzision im Birkesdorfer Industriegebiet Am Langen Graben einen modern eingerichteten Werkzeug- und Formenbau für alle Industriezweige.

### Julius Hoesch GmbH & Co KG
Das Chemikaliengroßhandelsunternehmen Julius Hoesch GmbH & Co. KG vertreibt seit 1865 vom Standort in Düren-Hoven bundesweit Mineralölprodukte, Grundchemikalien und Spezialitäten.

### Mohaba
Mohaba importiert Tassen aus China und bedruckt diese als Weihnachtsmarkttassen.

### Neapco Europe
Das ehemalige Visteon-Werk ist im früheren Zweigwerk der Firma Ford untergebracht. Beim größten gewerblichen Arbeitgeber der Stadt mit 1000 Beschäftigten (800 feste Beschäftigte und 200 Leiharbeitnehmer) werden Teile für Fahrzeuge gefertigt. Nach der Insolvenz der tedrive Germany GmbH firmiert es jetzt unter Neapco Europe.
Seit Mai 2018 werden jährlich etwa 10.000 Streetscooter Elektrofahrzeuge von Neapco produziert werden. Es entstanden etwa 250 neue Arbeitsplätze.

### Neander-Motorrad-Werk

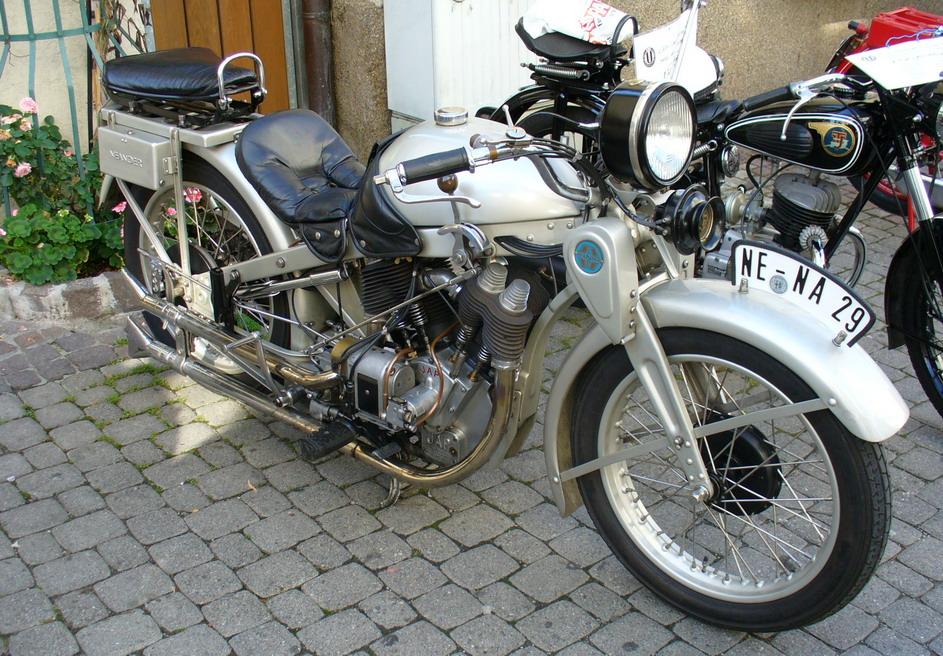
NEANDER-Motorrad von 1929

Platznot im Euskirchener Werk zwang Ernst Neumann-Neander Ende 1926 zum Umzug von Euskirchen nach Düren-Rölsdorf in die Werkstraße 4. Sein NEANDER-Motorrad-Werk mit den 120 Mitarbeitern fertigte bis zum Konkurs 1929 über 2000 Motorräder mit dem berühmten NEANDER-Rahmen. Nach der Firma wurde die Neumann-Neander-Straße benannt.

### Petry-Dereux, Düren
Die Dampfkessel-Fabrik Petry-Dereux GmbH in Düren-Rölsdorf wurde 1854 von dem aus Belgien stammenden Unternehmer Toussaint Pétry gegründet. Später übernahm sein Erbe Léon Pétry die Geschäftsführung.
Petry-Dereux war zum Ende des 19. Jahrhunderts ein führender Hersteller von Dampfkesseln und Halter zahlreicher Patente. Im Jahr 1927 gingen Petry-Dereux nach wirtschaftlichen Schwierigkeiten durch Fusion in den VKW auf. 1933 wurde die Fertigung am Standort Düren stillgelegt (Konzentration in Düsseldorf), 1939 wurde das Werk verkauft.

### StadtCenter Düren

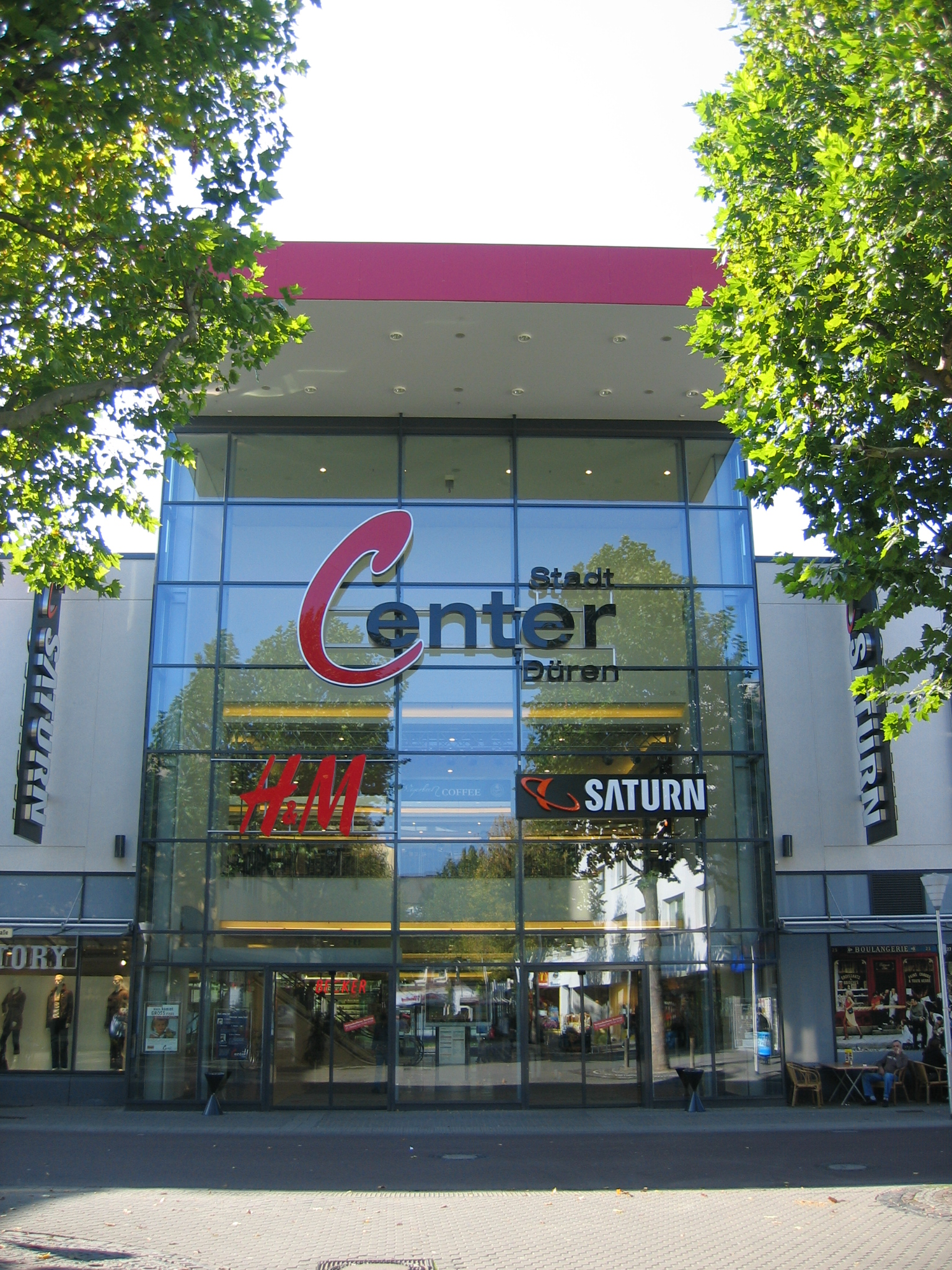
StadtCenter

Am 8. September 2005 wurde in der Kuhgasse das StadtCenter Düren eröffnet. Das Einkaufszentrum beherbergt auf insgesamt 15.000 m² Verkaufsfläche 55 Geschäfte, darunter die Hauptmieter Saturn und H & M.

### Sturmbrauerei
In der Frankenstraße befand sich die Brauerei und Brennerei Sturm.